# Teixeira de Freitas
Teixeira de Freitas este un oraș în statul Bahia (BA) din Brazilia.